# Lest Darkness Fall
Lest Darkness Fall este un roman științifico-fantastic din 1941 scris de L. Sprague de Camp.

## Povestea
Martin Padway, un american, vizitează Panteonul din Roma în anul 1938. La un moment dat, din cauza trăsnetelor ajunge accidental în trecut (în 535 î.Hr.) unde încearcă să protejeze regatul italian de invaziile barbare prin invenții anacronice.

## Vezi și
- 1941 în științifico-fantastic
- Galaxy Science Fiction Novels